# Ar-Ra'd
Die Sure ar-Ra'd (arabisch الرّعد, DMG ar-raʿd ‚Der Donner‘) ist die 13. Sure des Korans. Sie umfasst 43 Verse.

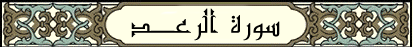
Titel der Sure auf Arabisch

Meistens wird sie als mekkanische Sure angesehen (bis auf zwei Verse, die in Medina offenbart wurden). Manche Gelehrte sind aber der Meinung, dass sie bis auf zwei Verse in Medina offenbart wurde.

## Inhalt
Die Sure handelt von den Grundlagen des Glaubens, vom Monotheismus und der Macht Allahs in der Natur. Sonne, Mond, die Erde, Berge, Flüsse und das Leben an sich werden als Beweise für die Existenz Gottes angeführt:

„[…] Darin liegen Zeichen für Leute, die nachdenken. […] Darin liegen Zeichen für Leute, die Verstand haben.“

Außerdem befasst sich die Sure damit, dass Belohnung und Bestrafung der Menschen ein Ergebnis der göttlichen Führung sind und Ursache und Wirkung eng verknüpft sind.

„Und der Donner singt sein Lob, und auch die Engel aus Furcht vor ihm. Er schickt die (Blitze und) Donnerschläge und trifft damit, wen er will. Dabei streiten sie über Gott, wo er (sich doch so gewaltig zeigt und) voller Tücke ist.“